# Описсо, Рикард

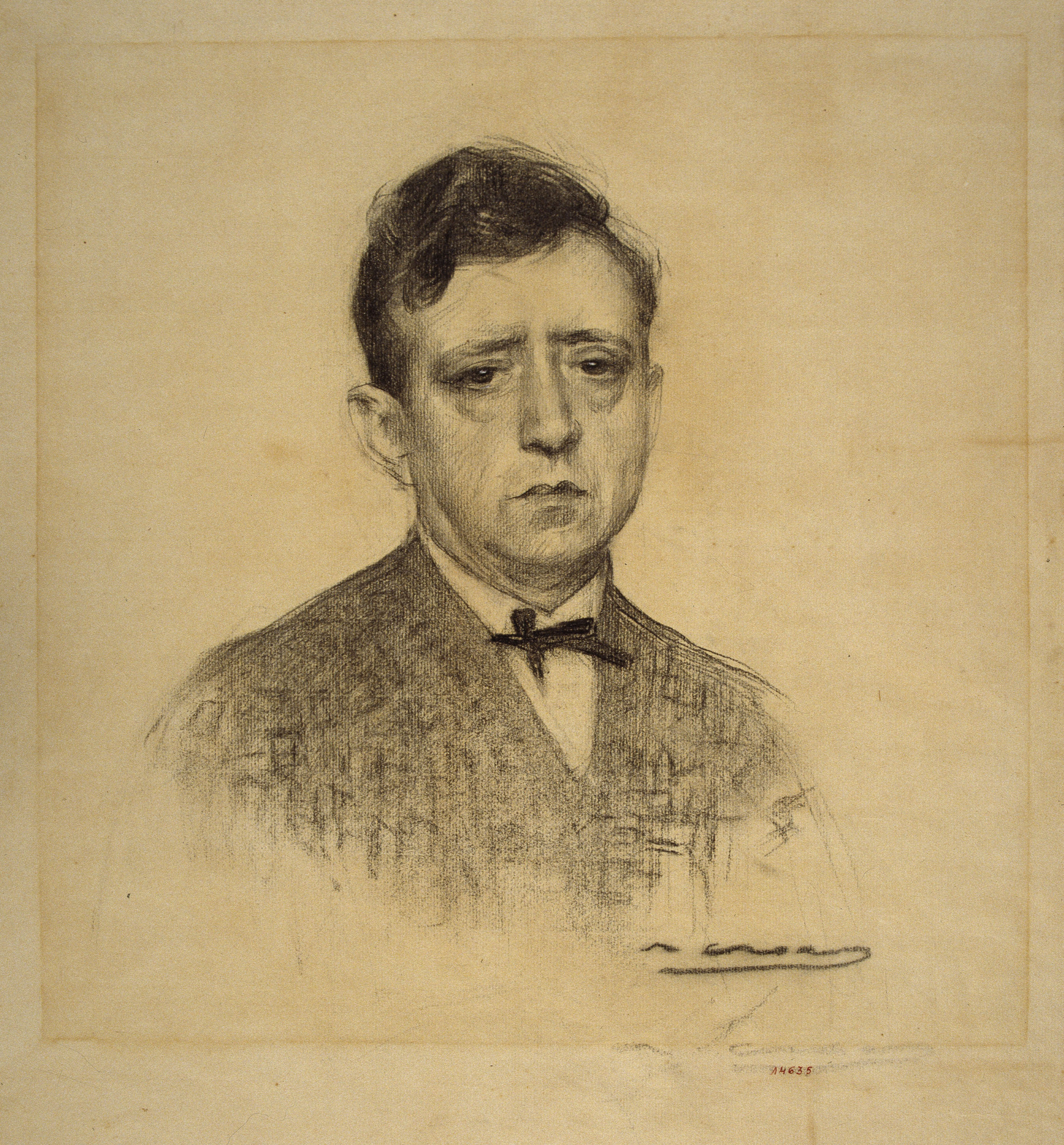
Портрет Рикарда Описсо работы Рамона Касаса

Рика́рд Опи́ссо-и-Са́ла (исп. Ricard Opisso i Sala; 20 ноября 1880, Таррагона — 21 мая 1966, Барселона) — испанский художник и живописец XX века;

## Биография
Родился в Таррагоне в семье Альфреда Описсо-и-Бина — писателя, журналиста, художественного критика, историка и врача, и Антонии Сала Гиль. Рикард рос в многодетной семье, где помимо него воспитывалось 10 детей. Еще в юности, рассматривая коллекции картин, принадлежащие его деду по материнской линии, известному писателю и баснописцу Фелипе Хасинто Сале, Рикард захотел заниматься живописью. Был самоучкой, поскольку учился рисовать сам, не посещая ни уроки рисования, ни занятия в школе искусств, несмотря на то, что он был потомком одного из директоров школы Педро Паула Монтаньи и племянником валенсийского художника Эмилио Сала.
С 1892 года в течение семи лет он работал чертёжником у архитектора Антонио Гауди во время строительства храма Саграда Фамилия в Барселоне. Работая с Гауди, он постоянно изучал природу и жизнь во всех её проявлениях, «держа в руках» огромное количество её видов и форм, что в дальнейшем послужило ему материалом для публикации своих костумбритских (бытовых) заметок в еженедельниках и журналах Барселоны.
Почти подростком он присоединился к инновационной группе «Четыре кота», что со временем отразилось во многих его работах. Дружил он со всеми членами группы, и, особенно, с Пабло Пикассо.
В январе 1898 года он опубликовал свой первый рисунок в журнале Luz. С марта 1899 года его работы публикуются на обложках журнала «Четыре кота».
В 1901 году с целью расширить свои знания в области искусства он отправился в Париж, где вскоре приобрёл большой опыт в изображении окружающей действительности, рисуя в Болонском лесу, в Тюильри, на бульварах и в других местах. В Париже с ним сотрудничали такие еженедельники как Le Rire, FrouFrou и Fantasio. Помимо парижских еженедельников его рисунки направлялись и в Барселону, в еженедельники ¡Cu-cut! и L’Esquella de la Torratxa, с последним он сотрудничал до 1936 года.
Вернувшись в Барселону, Описсо работал в различных жанрах, о чем свидетельствует бесчисленное количество его развлекательных и поучительных иллюстраций к повестям и романам, еженедельникам для детей, комиксам, календарям, рекламным объявлениям, познавательным журналам, которые он иногда подписывал псевдонимом Bigre.
С 1907 года Рикард участвует в V и VI Международных выставках искусства в Барселоне, где награждался медалями третьего класса.
Рикард Описсо и Сала сотрудничал с многочисленными испанскими и международными журналами, в том числе Hojas Selectas, Mi revista, Lecturas, La Ilustración Artística, Review of Review (Нью-Йорк). Редкий журнал того времени выходил без иллюстраций Описсо, художника, популярного не только в Барселоне, но и во всей Каталонии.
После того, как он оставил костумбризм, он посвятил себя анималистическому жанру, особенно он любил рисовать собак и лошадей.
Кроме ежегодных выставок в Барселоне, Описсо также принимал участие во многих конкурсах в Мадриде, Париже, Буэнос-Айресе, Мексике и Соединенных Штатах, будучи во всех из них замеченным и вознагражденным.
Верный народным обычаям и привычкам он отражал в своих рисунках различные стороны жизни, той самой замечательной барселонской толпы, благодаря которой он получил огромный успех, демонстрируя свои работы в различных изданиях и на многих персональных выставках.
В настоящее время его картины находятся в частных коллекциях и музеях современного искусства в Барселоне.

## Музей Рикарда Описсо
В музее Астория в Барселоне с конца 2007 года и по сей день на первом этаже, включая кафе, работает экспозиция з 200 картин Рикарда Описсо. Большинство рисунков, эскизов и плакатов находятся в частной коллекции Хорди Клосс — владельца сети отелей Derby Hotels Collection.